# 가미요나이역
가미요나이역(일본어: 上米内駅)은 일본 이와테현 모리오카시에 위치한 동일본 여객철도 야마다 선의 철도역이다. 상대식 승강장 2면 2선의 구조를 갖춘 지상역이다.

## 타는 곳
| 1 | ■ 야마다 선 | 하행 | 모이치 · 미야코 방면                            |
| 1 | ■ 야마다 선 | 상행 | 모리오카 방면 (당 역 시발 열차)                 |
| 2 | ■ 야마다 선 | 상행 | 모리오카 방면 (미야코 방면으로부터의 직통 열차) |

## 이용 현황
| 승차 인원 추이 | 승차 인원 추이 |
| 연도           | 1일 평균       |
| -------------- | -------------- |
| 2000           | 138            |
| 2001           | 131            |
| 2002           | 149            |
| 2003           | 166            |
| 2004           | 159            |
| 2005           | 130            |
| 2006           | 123            |
| 2007           | 106            |
| 2008           | 96             |
| 2009           | 85             |
| 2010           | 78             |
| 2011           | 74             |
| 2012           | 67             |
| 2013           | 71             |
| 2014           | 75             |
| 2015           | 76             |

## 역 주변
- 요나이 강
- 사쿠라다이 신도시

## 인접 역
| 동일본 여객철도 야마다 선 | 동일본 여객철도 야마다 선 | 동일본 여객철도 야마다 선 |
| ------------------------- | ------------------------- | ------------------------- |
| 야마기시 모리오카 방면    | □ 쾌속 '리아스'           | 리쿠추카와이 미야코 방면  |
| 야마기시 모리오카 방면    | ■ 보통                    | 구자카이 가마이시 방면    |